# Sahanpur
Sahanpur là một thị xã và là một nagar panchayat của quận Bijnor thuộc bang Uttar Pradesh, Ấn Độ.

## Nhân khẩu
Theo điều tra dân số năm 2001 của Ấn Độ, Sahanpur có dân số 18.349 người. Phái nam chiếm 52% tổng số dân và phái nữ chiếm 48%. Sahanpur có tỷ lệ 37% biết đọc biết viết, thấp hơn tỷ lệ trung bình toàn quốc là 59,5%: tỷ lệ cho phái nam là 42%, và tỷ lệ cho phái nữ là 32%. Tại Sahanpur, 21% dân số nhỏ hơn 6 tuổi.